# Suite per viola e piccola orchestra
La Suite per viola e piccola orchestra è una suite in otto movimenti per viola solista e piccola orchestra di Ralph Vaughan Williams.
Fu composta nel 1933-34 e dedicata al violista Lionel Tertis, che la suonò alla prima il 12 novembre 1934 alla Queen's Hall di Londra sotto la bacchetta di Malcolm Sargent. Un'esecuzione media dura circa 23 minuti.

## Movimenti
La composizione si compone di otto movimenti, inizialmente pubblicati in tre gruppi.
Gruppo 1
1. Preludio
2. Carol
3. Christmas Dance

Gruppo 2
1. Ballata
2. Moto Perpetuo

Gruppo 3
1. Musetta
2. Polka Melanconica
3. Galoppo

## Discografia
Registrazioni complete
- Starer e Vaughan Williams – Melvin Berger (viola); John Snashall (direttore); English Chamber Orchestra (1965)
- Bloch e Vaughan Williams – William Gromko (viola); Harriet Wingreen (pianoforte); Classic Editions CE 1038 ('60)
- Bliss e Vaughan Williams – Emanuel Vardi (viola); Frank Weinstock (pianoforte); Musical Heritage Society 4043 (1979)
- Vaughan Williams – Frederick Riddle (viola); Norman Del Mar (direttore); Bournemouth Sinfonietta; registrato nel 1977; Chandos Records CHAN 241-9 (1999)
- The Elegant Viola – Yizhak Schotten (viola); Kirk Trevor (direttore); Orchestra Sinfonica della Radio Slovacca; Crystal Records CD837 (2005)
- Vaughan Williams: Flos Campi, Suite • McEwen: Concerto per viola – Lawrence Power (viola); Martyn Brabbins (direttore); BBC National Orchestra and Chorus of Wales; Hyperion Records CDA67839 (2011)

Registrazioni parziali
- Walton, Vaughan Williams, Howells e Bowen (Nn. 1–3) – Helen Callus (viola); Marc Taddei (direttore); New Zealand Symphony Orchestra; Asv CDDCA 1181 (2006)